# ファースト・ラブ (1977年の映画)
『ファースト・ラブ』（First Love）は、1977年制作のアメリカ合衆国の恋愛映画である。スーザン・デイとウィリアム・カットが主演し、ジョーン・ダーリングが監督した。この映画はハロルド・ブロッドキーの小説『センティメンタル・エデュケーション』(Sentimental Education)を基にしており、音楽はジョン・バリーが手掛けている。

## 物語の概要
ストーリーは、年上の女子学生キャロライン(デイ)と最初の恋愛と性的関係とを経験した大学生エルジン(カット)の姿を追っていく。キャロラインは気になっている年上の男性か、年下のエルジンかを選ばなければならない。両主役の素晴らしい演技により、ありのままの素直な恋愛関係の描写への非常な賞賛が各方面から多く得られた。この作品は監督にとっても革新的な映画であった。
なお当映画は、アメリカ合衆国においては裸体と明け透けな性的会話を含む内容のためR指定とされている。

## メイン・キャスト
- スーザン・デイ - キャロライン
- ウィリアム・カット - エルジン
- ビヴァリー・ダンジェロ - シェリー
- ロバート・ロッジア - ジョン・マーチ
- スージー・カーツ - マーシャ
- ジョン・ハード - ディヴィッド
- トム・レイシ (Tom Lacy) - オクストン教授
- ジューン・バーレット (June Barrett) - フェリシア